# Nether Stowey

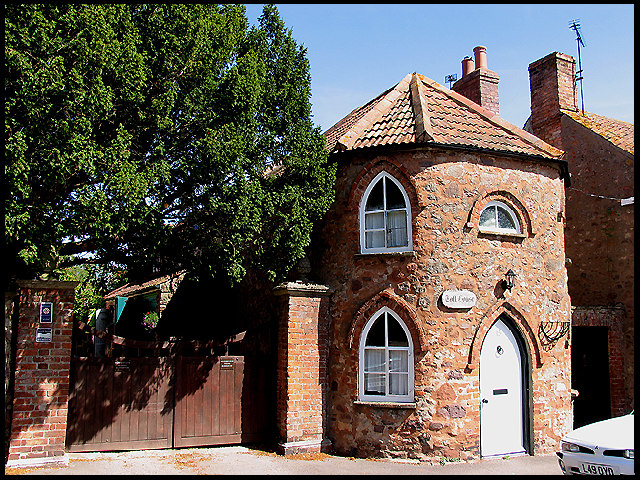
Nether Stowey (Somerset, Inghilterra): l'antica sede della dogana

Nether Stowey (1.400 ab. ca.) è un villaggio con status di parrocchia civile della contea inglese del Somerset (Inghilterra sud-occidentale), appartenente al distretto di Sedgemoor e situato ai piedi delle Quantock Hills.

## Geografia fisica

### Collocazione
Nether Stowey si trova nei pressi del villaggio di Over Stowey, a nord delle Quantock Hills, non lontano da Bridgewater,  circa 30 km a nord del capoluogo di contea Taunton.

## Architettura
Le vie St Mary e Lime presentano edifici risalenti all'epoca medievale.

### Edifici d'interesse

#### Castello di Nether Stowey
Su una collina del villaggio, si ergono le rovine del Castello di Nether Stowey (in inglese: Nether Stowey Castle o - più semplicemente - Stowey Castle), un castello normanno, risalente alla prima metà del XII secolo.
|  |

#### Coleridge Cottage
Il Coleridge Cottage è l'abitazione dove, tra il 1796 e il 1800, visse assieme alla propria famiglia e compose le sue prime opere lo scrittore Samuel Taylor Coleridge (1772-1834).